# Jens Evensen
Jens Ingebret Evensen (Oslo, 5 november 1917 - Asker, 15 februari 2004) was een Noors rechtsgeleerde, minister, diplomaat en rechter. Evensen begon zijn loopbaan als docent aan de Universiteit van Oslo en werkte vervolgens als jurist en directeur voor het Ministerie van Buitenlandse Zaken, waarbij hij medio jaren zeventig enkele ministersposten bekleedde. Hij was lid van het Permanente Hof van Arbitrage en rechter van het Internationale Gerechtshof.

## Levensloop
Evensen voltooide zijn studie rechten in 1942 aan de Universiteit van Oslo. Na de Tweede Wereldoorlog vervolgde hij in 1947 zijn studie in de Verenigde Staten aan de Universiteit van Minnesota en de Columbia-universiteit. Van 1952 tot 1953 studeerde hij met ondersteuning van een studiebeurs van de Rockefeller Foundation aan de Harvard-universiteit; hier behaalde hij ook zijn doctoraat.
Van 1945 tot 1973 doceerde hij aan de juridische faculteit van de Universiteit van Oslo. Daarnaast werkte hij voor het Ministerie van Buitenlandse Zaken en bekleedde hij van 1961 tot 1973 de functie van algemeen directeur van de juridische afdeling. Verder was hij tot 1985 ambassadeur en juridisch adviseur voor het ministerie. In deze functies vertegenwoordigde hij zijn land onder meer van 1949 tot 1951 en van 1955 tot 1957 in twee zaken die voor het Internationale Gerechtshof in Den Haag dienden, maar ook in de onderhandelingen met de Europese Gemeenschappen over het in 1972 overeengekomen handelsverdrag.
Van 1973 tot 1974 was hij Minister voor Handel en van 1974 tot 1978 minister zonder portefeuille onder de premiers Trygve Bratteli en Odvar Nordli, waarbij hij voor het Ministerie van Buitenlandse Zaken de verantwoordelijkheid had voor het secretariaat voor zeerecht.
In de periode van 1973 tot 1982 stond hij aan het hoofd van de Noorse delegatie bij de Zeerechtenconferentie van de Verenigde Naties, waarbij hij ook een van de vicevoorzitters was. Hierin had hij een belangrijke bijdrage in de totstandkoming van de exclusieve economische zone (EEZ), ook bekend als de 200 mijlszone. Verder leidde hij de delegatie van zijn land in de VN-commissie voor de vreedzame exploitatie van de oceaanbodem en was hij van 1968 tot 1973 vicevoorzitter van de commissie. Van 1979 tot 1984 was hij lid van de Commissie voor Internationaal Recht van de VN. Andere juridische specialismen naast het zeerecht waren voor Evensen ontwapening en telecommunicatierecht.
In 1978 werd hij lid van het Permanent Hof van Arbitrage in Den Haag. Daarnaast werkte hij eerst van 1978 tot 1982 als ad-hocrechter en vervolgende van 1985 tot 1994 als regulier rechter voor het Internationale Gerechtshof.
Evensen was sinds 1971 lid van het Institut de Droit International en doceerde twee jaren, in 1965 en 1986, aan de Haagsche Academie voor Internationaal Recht. Hij werd opgenomen als Commandeur in de Orde van Sint-Olaf.

## Werk (selectie)
- 1965: Aspects of International Law Relating to Modern Radio Communications. Reihe: Collected Courses of the Hague Academy of International Law deel 115, Den Haag
- 1987: Working Methods and Procedures in the Third United Nations Conference on the Law of the Sea. Reihe: Collected Courses of the Hague Academy of International Law, deel 199, Den Haag

- Bibsys: 90279122
- Bibliothèque nationale de France: cb135443451 (data)
- Gemeinsame Normdatei: 1160071489
- International Standard Name Identifier: 0000 0000 7908 2088
- Library of Congress Control Number: no98060855
- Nederlandse Thesaurus van Auteursnamen: 383158982
- LIBRIS: 232394
- Système universitaire de documentation: 050760009
- Virtual International Authority File: 34073450
- WorldCat: E39PBJmTvhdmwbWmDg4wKYjBfq